# 馬爾伯里鎮區 (阿肯色州克勞福德縣)
馬爾伯里鎮區（英語：Mulberry Township）是位於美國阿肯色州克勞福德縣的一個行政鎮區。

## 地方資料
馬爾伯里鎮區的面積為51.94平方千米，當中陸地面積為47.71平方千米，而水域面積為4.23平方千米。根據2010年美國人口普查的數據，當地共有人口2006人，而人口密度為每平方千米38.62人。